# 烟酰胺腺嘌呤二核苷酸
烟酰胺腺嘌呤二核苷酸（英語：nicotinamide adenine dinucleotide，NAD）简称辅酶Ⅰ，是脱氢酶的辅酶，作为氧化作用中的电子载体，氧化底物时其分子中的烟酰胺环接受一个氢离子和两个电子。
NAD由两个核苷酸组成，所以叫二核苷酸，一个含有腺嘌呤，另一种含有烟酰胺，这两个核苷酸通过焦磷酸盐连接在一起。NAD 以两种形式存在：氧化形式的NAD+和还原形式的NADH。NADH最多可携带两个質子（写为NADH + H+）。NAD作为一种可以转递質子（更准确来说是氢离子）的辅酶，出现在细胞很多代谢反应中。

NAD的氧化和还原。

NAD+是脱氢酶的辅酶，如乙醇脱氢酶（ADH），用于氧化乙醇。它在糖酵解、糖异生、三羧酸循环及呼吸链中发挥着不可替代的作用。中间产物会将脱下的氢递给NAD+，使之成为 NADH + H+。
而 NADH + H+ 则会作为氢的载体，在電子傳遞鏈中通过化学渗透偶联的方式，合成ATP。

## 生化性质

NAD的吸光曲线。

在吸光方面，NADH在260nm和340nm处各有一吸收峰，而NAD+则只有260nm一处吸收峰，这是区别两者的重要属性。这同时也是很多代谢试验中，测量代谢率的物理依据。NAD在260nm的莫耳吸光度为1.78x104L /(mol·cm)，而NADH在340nm的莫耳吸光度为6.2x103 L/(mol·cm)。
在生物體內中，NAD可以由簡單的構建塊與氨基酸色氨酸或天冬氨酸合成。以替代方式，將更複雜的酶組合從食物中攝取，這維生素被稱為烟酸。通過分解NAD結構的反應釋放相似的化合物。這些預製組件然後通過一個回收通道，將其回收成活性形式。一些NAD也轉化為煙酰胺腺嘌呤二核苷酸磷酸（NADP）；這種相關輔酶的化學成分與NAD類似，但在新陳代謝中具有不同的作用。
在代謝中，NAD+參與氧化還原反應，將電子從一個反應攜帶到另一個反應。因此，輔酶在細胞中以兩種形式存在：NAD+是一種氧化劑，能接受來自其他分子的電子。該反應形成NADH，然後又可以用作為還原劑來給電子。這些電子轉移反應是NAD的主要功能。然而，它也用於其他細胞過程中，最顯著的是添加或除去蛋白質中的化學基團的酶的底物。由於這些功能的重要性，發現NAD代謝的酶是藥物的目標。儘管NAD+在特定氮原子上的正電荷而被寫入上標加號，但在生理pH大部分情況下，實際上是單電荷的陰離子（負電荷為1），而NADH為雙電荷陰離子。

## 歷史

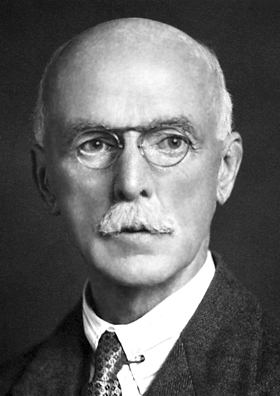
亞瑟·哈登 (Arthur Harden), NAD的共同发现者.

輔酶NAD+首先由英國生物化學家亞瑟·哈登和威廉·約翰·楊在1906年發現。他們注意到添加煮沸和過濾的酵母提取物大大加速了未煮沸的酵母提取物中的酒精發酵。他們將產生這個效應的不明因子稱為“輔酵（coferment）”，其後科學家改稱輔酶（coenzyme）。通過酵母提取物的長期和困難的純化，該熱穩定因子被歐勒切爾匹稱為一種“核苷酸糖磷酸鹽”（nucleotide sugar phosphate）。1936年，德國科學家奧托·海因里希·沃堡表明核苷酸輔酶在氫化物轉移中的功能，並將煙酰胺部分鑑定為氧化還原反應的位點。
NAD+的維生素前體於1938年首次被發現，當時康拉德·埃爾維耶姆 (Conrad Elvehjem) 發現肝臟以菸鹼醯胺的形式具有「抗黑舌」活性。隨後，在1939年，他首次提供了有力證據，證明烟酸可用於合成NAD+。1940年代初，阿瑟·科恩伯格 (Arthur Kornberg) 首次在生物合成途徑中檢測到一種酶。
NAD(P)的非氧化還原作用後來被發現。第一個被發現的是使用NAD+作為ADP核糖供體在ADP核糖基化反應中，這是在1960年代初期觀察到的。1980年代和1990年代的研究揭示了NAD+和NADP+代謝物在細胞訊號傳導中的作用，例如1987年發現的環ADP核糖的作用。
进入21世纪，NAD+代谢仍然是研究的热点领域。2000年，今井真一郎 (Shin-ichiro Imai) 及其同事在Leonard P. Guarente实验室发现了一种名为sirtuin基因的NAD+依赖性蛋白去乙酰化酶，人们对此的兴趣进一步高涨。2009年，今井提出了“NAD世界”假说，认为调节哺乳动物衰老和长寿的关键因素是sirtuin 1和主要的NAD+合成酶烟酰胺磷酸核糖转移酶 (NAMPT)。2016年，今井将他的假说扩展为“NAD世界2.0”，假设来自脂肪組織的细胞外NAMPT与来自骨骼肌细胞的肌动蛋白一起，维持下丘脑（控制中心）中的NAD+。2018年，Napa Therapeutics公司成立，旨在基于Eric Verdin实验室进行的NAD代谢研究，开发针对新型衰老相关靶点的药物。

## 細胞中的濃度和狀態
在大鼠肝臟中，NAD+和NADH的總量約為每克濕重約1微摩爾，約為相同細胞中NADP+和NADPH濃度的10倍。細胞溶質中NAD+的實際濃度較難測量，最近研究顯示在動物細胞中約0.3mM，在酵母菌中約1.0－2.0mM。然而，線粒體中超過80％的NADH熒光是結合形式，因此溶液中的濃度要低得多。在其他研究細胞中相關數據十分有限，儘管在線粒體中，NAD+的濃度與細胞質中的濃度相似。這種NAD+被特定的膜轉運蛋白攜帶到線粒體中，因為輔酶不能通過薄膜擴散。
氧化還原形式的煙酰胺腺嘌呤二核苷酸之間的平衡稱為NAD+ / NADH比。該比例是所謂的細胞的氧化還原狀態的重要組成部分，其反映了細胞的代謝活性和健康狀況。NAD+ / NADH比例的影響是複雜的，控制了幾種關鍵酶的活性。在健康的哺乳動物組織中，細胞質中游離NAD+和NADH之間的比例通常約為700；該比例因此有利於氧化反應。總NAD+ / NADH的比例要低得多，哺乳動物的估計範圍是3-10。相比之下，NADP+ / NADPH比通常約為0.005，因此NADPH是該輔酶的主要形式。這些不同的比例是NADH和NADPH不同代謝作用的關鍵。

## 生物合成

### 合成
NAD+通過兩種代謝途徑合成：通過組合已有的成分如煙酰胺再循環回NAD+，或由氨基酸從頭合成。
大多數生物從簡單的組分合成NAD+特定的反應集合在生物體之間會有所不同，但是常見的特徵是在動物中的氨基酸 - 色氨酸和一些細菌或一些細菌和植物中的天冬氨酸之間產生喹啉酸（QA）。通過轉移磷酸二糖部分將喹啉酸轉化成菸酸單核苷酸（NaMN）。然後轉移腺苷酸部分形成菸酸腺嘌呤二核苷酸（NAD）。最後，NAD中的菸酸部分酰胺化成煙酰胺（Nam）部分，形成NAD+。再進一步，一些NAD+會被NAD+激酶轉化成NADP+，磷酸化的NAD+。在大多數生物體中，該酶使ATP作為途徑做成磷酸鹽基團。儘管幾種細菌如結核分枝桿菌和超嗜熱古菌使用無機多磷酸作為替代磷酸供體 。

### 修復途徑
除了從簡單的氨基酸前體組裝NAD+之外，細胞還回收含有吡啶鹼的化合物。在這些修補新陳代謝中使用三種維生素前體是菸酸，烟酰胺和安雅核糖。這些化合物可以從飲食中攝取，稱為維生素B3或菸酸。然而，這些化合物也在細胞內並通過NAD+的消化而產生。這些補救途徑中涉及的一些酶似乎集中在細胞核中，這可能補償在該細胞器中消耗NAD+的水平。補救反應在人類中是必不可少的；飲食中缺乏菸酸引起維生素缺乏症的皮膚病。由於NAD+在氧化還原反應中，氧化和還原形式之間的循環不會改變輔酶的總體水平，所以NAD+的高要求是由於反應中的輔酶而不斷消耗。
微生物使用的補救途徑與哺乳動物不同。一些病原體，如酵母假絲酵母和流感嗜血桿菌細菌是NAD+的營養缺陷型，因此導致它們不能合成NAD+不過它們還具有補救用途，因此依賴於外來的NAD+或其他先驅物。更令人驚訝的是細胞內病原體沙眼衣原體，其缺乏NAD+和NADP+的生物合成或任何基因的可識別的候選物，並且必須從其宿主而獲得這些輔酶。

## 作用
NAD+在代謝中具有幾個重要的作用。它作為輔酶在氧化還原反應中作為ADP-核糖基化反應中ADP-核糖部分的後體，作為第二信使分子環狀ADP-核糖的前體，以及作為細菌DNA連接酶和基團的底物稱為沉默的酶，其使用NAD+從蛋白質中除去乙酰基。除了代謝功能之外，NAD+作為腺嘌呤核苷酸出現，可以通過調節機制自發釋放細胞，因此可以具有重要的細胞外作用。
NAD+是身體每個細胞中發現的能量提供分子，用於代謝、構建新的細胞、抵抗自由基和DNA損傷，並在細胞內發送信號，它使線粒體將我們吃的食物轉化為我們身體需要維持其所有功能的能量。還需要“關閉”加速衰老過程的基因。NAD+對於生命至關重要。健康的線粒體功能，是人類衰老的重要組成部分。我們的身體有能力從我們吃的食物中的組分製成NAD+。實驗動物和人群的研究表明，隨著年齡的增長，NAD+的水平大幅下降。這種下降使我們面臨更大的神經和肌肉退化的風險、心臟代謝健康的下降以及修復和彈性的。著名研究機構的科學家一直在研究NAD+增強策略，作為與衰老相關的退化病症的治療方法。研究表明，NAD+在肌肉和組織保護中起著獨特的作用，同時也提高了生命週期。

## 商業應用
NAD+在中國大陸又名氧化型輔酶Ⅰ，把NADH稱為還原型輔酶Ⅰ。香港的保健品市場，以「諾加因子」作為NAD+的中文名字。

## 外部連結
- NAD bound to proteins （页面存档备份，存于） in the PDB
- NAD Animation (Flash Required)
- http://www.sigmaaldrich.com/etc/medialib/docs/Sigma/Product_Information_Sheet/2/n8285pis.Par.0001.File.tmp/n8285pis.pdf （页面存档备份，存于） and NADH (reduced) （页面存档备份，存于） Chemical data sheet from Sigma-Aldrich
- http://biocyc.org/META/NEW-IMAGE?type=COMPOUND&object=NAD （页面存档备份，存于）, NADH （页面存档备份，存于） and NAD synthesis pathway （页面存档备份，存于） at the MetaCyc database
- List of oxidoreductases （页面存档备份，存于） at the SWISS-PROT database